# 麻田鷹司
麻田 鷹司（あさだ たかし、1928年（昭和3年）8月8日 - 1987年（昭和62年）7月1日）は、昭和時代の日本画家。父は日本画家の麻田辨自、弟は洋画家の麻田浩。義弟は、国文学者・万葉学者の佐竹昭広、本名は麻田 昂（読み同じ）。風景画を描き、晩年には出身地の京都を主に描く。

## 来歴
- 1928年（昭和3年）8月8日 京都市北船岡町に生まれる。本名は昂。父は日展で活躍した日本画家 麻田辨自。母の鶴は日本画家の上村松園の弟子、雅号は直園。
- 1942年 京都市立美術工芸学校で進級作品「鮭写生」金賞受賞。1945年 京都市立絵画専門学校 日本画科に入学。同年 学徒勤労動員中、右手人差し指の第二関節より先を失う。
- 1948年 第1回創造美術展に「夏山」入選。同年、雅号を「鷹司」とする。
- 1949年 同校卒業。その後、武蔵野美術大学講師を務める[1]。
- 1951年 創造美術と新制作協会が合流、新制作協会日本画部会員になり以後、同会に出品する。
- 1959年 第5回日本国際美術展出品作「小太郎落」文部省買上げ。
- 1960年 初個展「麻田鷹司展」を東京画廊で開催、「那智」シリーズを発表。同年、第4回現代日本美術展「雲烟那智」は神奈川県立近代美術館賞を受賞
- 1961年 京都より東京に拠点を移す。1962年 岡田光子と結婚。
- 1963年 美術家連盟の団体で初めて渡欧。
- 1967年 3月より1年間 法隆寺金堂壁画再現模写に従事、吉岡堅二班の一員として7号壁を担当。
- 1970年 中央公論新社『中央公論』1年間表紙絵制作。
- 1968年 武蔵野美術大学助教授、その後1970年に教授。 1974年 新制作協会日本画部が同協会を離脱、新たに創画会を結成して以後、同会に出品した。
- 1979年 現代日本絵画展代表団員として初めて中国を訪問。
- 1978年 福田首相がEC本部訪問に際し「飛瀑」をEC本部に寄贈。同年、紺綬褒章を受賞。『新潮』表紙画を同年から2年間制作。
- 1981年 画集『現代日本画家素描集　麻田鷹司　京洛の四季』NHK出版。
- 1983年 石板画集『回想京洛』出版　大槻版画集。
- 1985年 角川書店『俳句』1年間表紙絵制作。
- 1987年7月1日 東京で死去、享年58。墓は京都市の等持院。

## 作品
- 1948年 第1回創造美術展「夏山」京都国立近代美術館蔵
- 1953年 近代日本美術回顧展「蜻蛉尻町」
- 1959年 第5回日本国際美術展「小太郎落」東京国立近代美術館蔵
- 1960年 第1回個展「雲烟那智」京都市美術館蔵
- 1965年 「風濤」（佐渡）武蔵野美術大学蔵
- 1969年 「鴨東東山図」
- 1972年 「天橋雪後」何必館・京都現代美術館蔵
- 1973年 「竹生島」国際交流基金蔵
- 1975年 「厳島図」何必館・京都現代美術館蔵
- 1978年 「宗像杜沖島」福岡県立美術館蔵
- 1981年 「満開御車返」何必館・京都現代美術館蔵
- 1985年 「陸中海巌靄然」

## 個展
- 1960年 「麻田鷹司展」東京画廊
- 1962年 「麻田鷹司展」東京画廊
- 1969年 「麻田鷹司展　京都の主題による」日本橋高島屋
- 1977年 「麻田鷹司-わが心の京都」日本橋高島屋
- 1979年 「麻田鷹司-今日と明日」銀座松屋
- 1986年 「洛中洛外　麻田鷹司展・洛東」何必館・京都現代美術館
- 1988年 「追悼 麻田鷹司」何必館・京都現代美術館
- 1998年 「麻田鷹司回顧展」何必館・京都現代美術館
- 2000年 「麻田鷹司展」京都国立近代美術館、茨城県近代美術館、新潟県立近代美術館、東京練馬区立美術館
- 2002年 「麻田鷹司展ー京都の四季・日本の美」井原市立田中美術館
- 2013年 「麻田鷹司 私の風景展」秋野不矩美術館
- 2018年「現代風景画の指標　麻田鷹司展」何必館・京都現代美術館

## 画集
- 画集『麻田鷹司画集』(1980年、講談社)
- 画集『現代日本画家素描集　麻田鷹司　京洛の四季』(1981年、NHK出版)